# Cieza (kommun i Spanien, Kantabrien)
Cieza är en kommun i Spanien. Den ligger i den autonoma regionen Kantabrien i norra delen av landet, 300 km norr om huvudstaden Madrid. Antalet invånare är 546 (2024). Arean är 44,11 kvadratkilometer. Cieza gränsar till Los Corrales de Buelna, Arenas de Iguña, Los Tojos, Ruente och Mazcuerras. 